# Bradley Schaefer
Bradley Elliott Schaefer is emeritus hoogleraar astrofysica en astronomie aan de Louisiana State University.
Hij promoveerde in 1983 aan het Massachusetts Institute of Technology. Schaefer bedacht in 1981 de MIT Mystery Hunt, een puzzelwedstrijd die vandaag de dag nog steeds bestaat. Hij heeft onderzoek gedaan op het gebied van explosiefotometrie, wat interessante resultaten heeft opgeleverd voor de kosmologie. Daarnaast heeft hij de atmosferische variabiliteit van Pluto onderzocht.